# محمدحسن ادیبی
محمدحسن ادیبی (متولد ۱۲۷۳ در کازرون) شاعر، نویسنده و پایه‌گذار آموزش به سبک جدید در کازرون است. وی دومین مدرسه سبک جدید ایران (مدرسه هدایت) را در کازرون دائر کرد. ادیبی علاوه بر معلومات قدیم بر کلیه رشته‌های ادبی اطلاعات کافی داشت. وی از شعرای توانمند بود و در ساختن ماده تاریخ به حساب جمل (ابجد) تبحر داشت. ادیبی در سال ۱۳۶۱ در شهر کازرون درگذشت. از آثار وی می‌توان به ارمغان ادبی، مطایبات، تاریخچه فرهنگ کازرون، ماده تاریخ و دیوان غزلیات اشاره کرد.